# Playa de Cala Sardina
La playa de Cala Sardina, también llamada playa del Cabrero o playa Chullera, es la playa más oriental de la provincia de Cádiz, en España.
Se trata de una playa situada en la localidad de San Roque en la comarca andaluza del Campo de Gibraltar. Esta playa de la vertiente mediterránea de la costa del Campo de Gibraltar tiene unos 900 metros de longitud y 35 metros de anchura media. Se sitúa en el límite del término municipal de San Roque, junto a Punta Chullera y cerca de la urbanización de San Diego.
Es accesible a pie desde Torreguadiaro y desde 2009 cuenta con una parada de autobús.

## Galería de imágenes

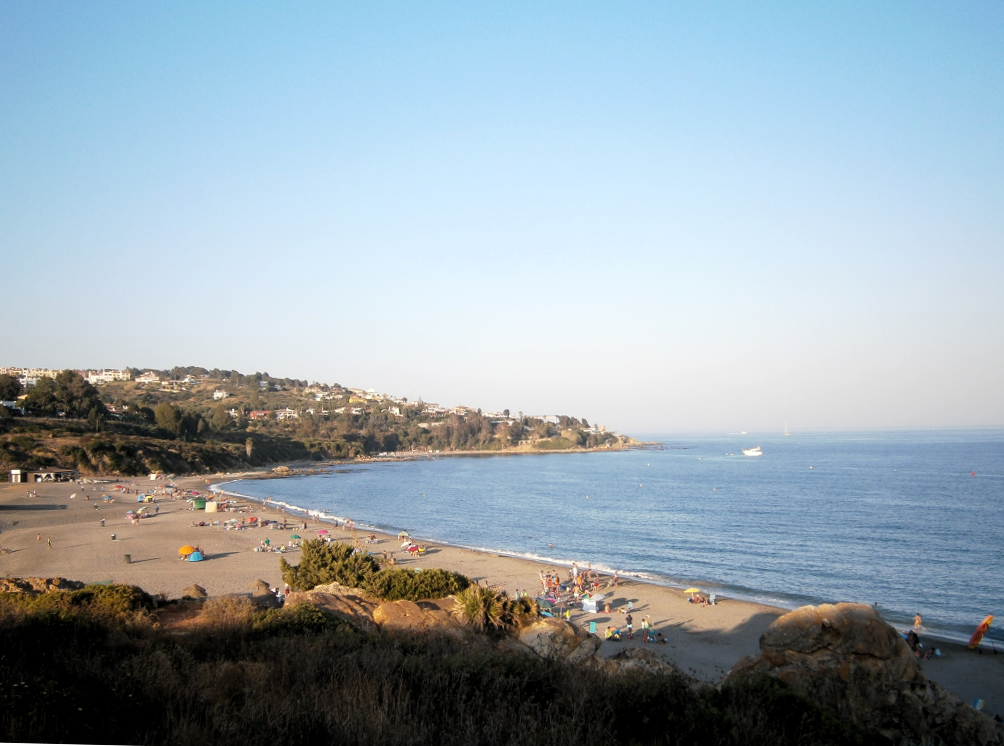
Cala Sardina.
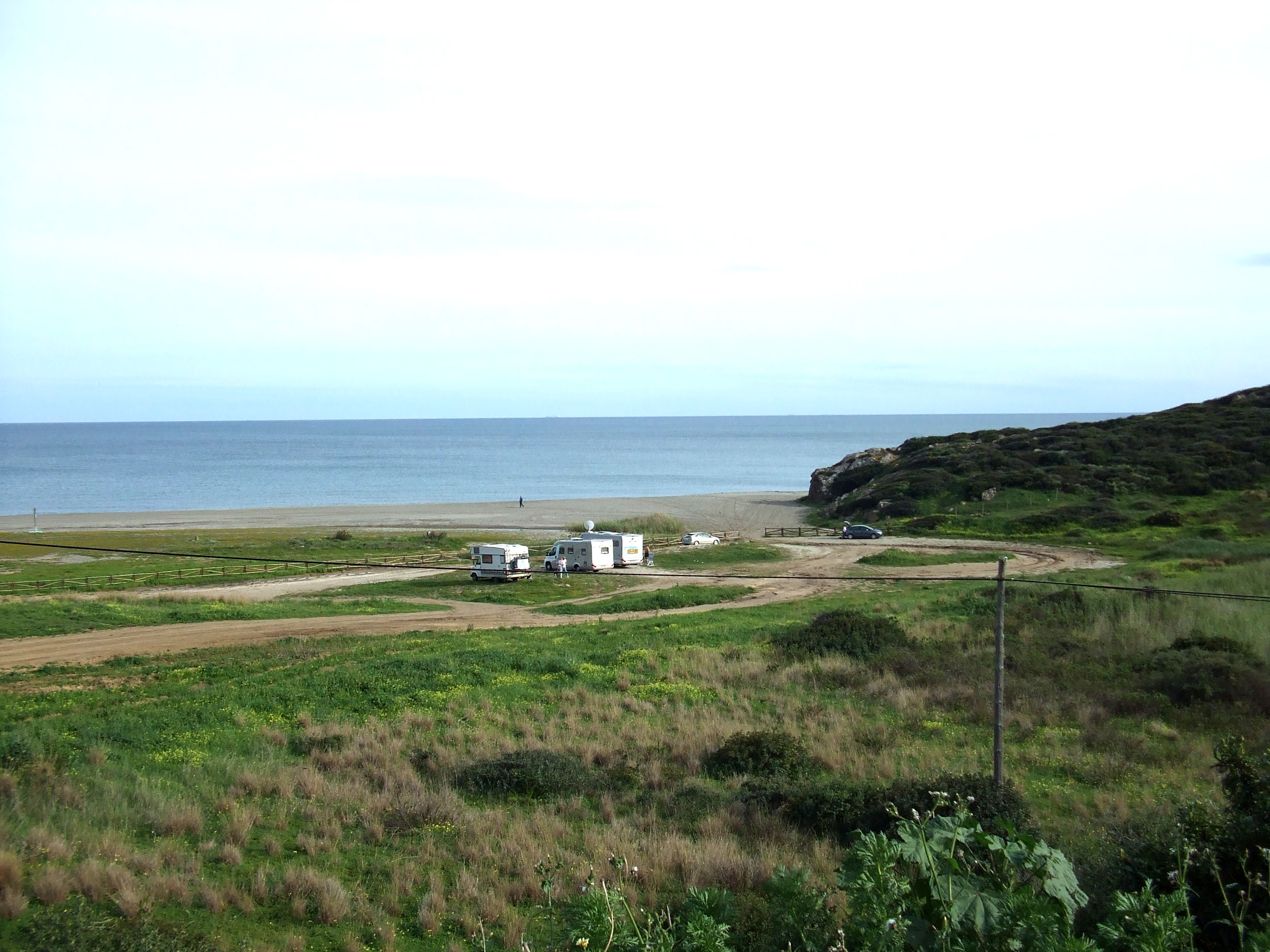
Playa de Cala Sardina.
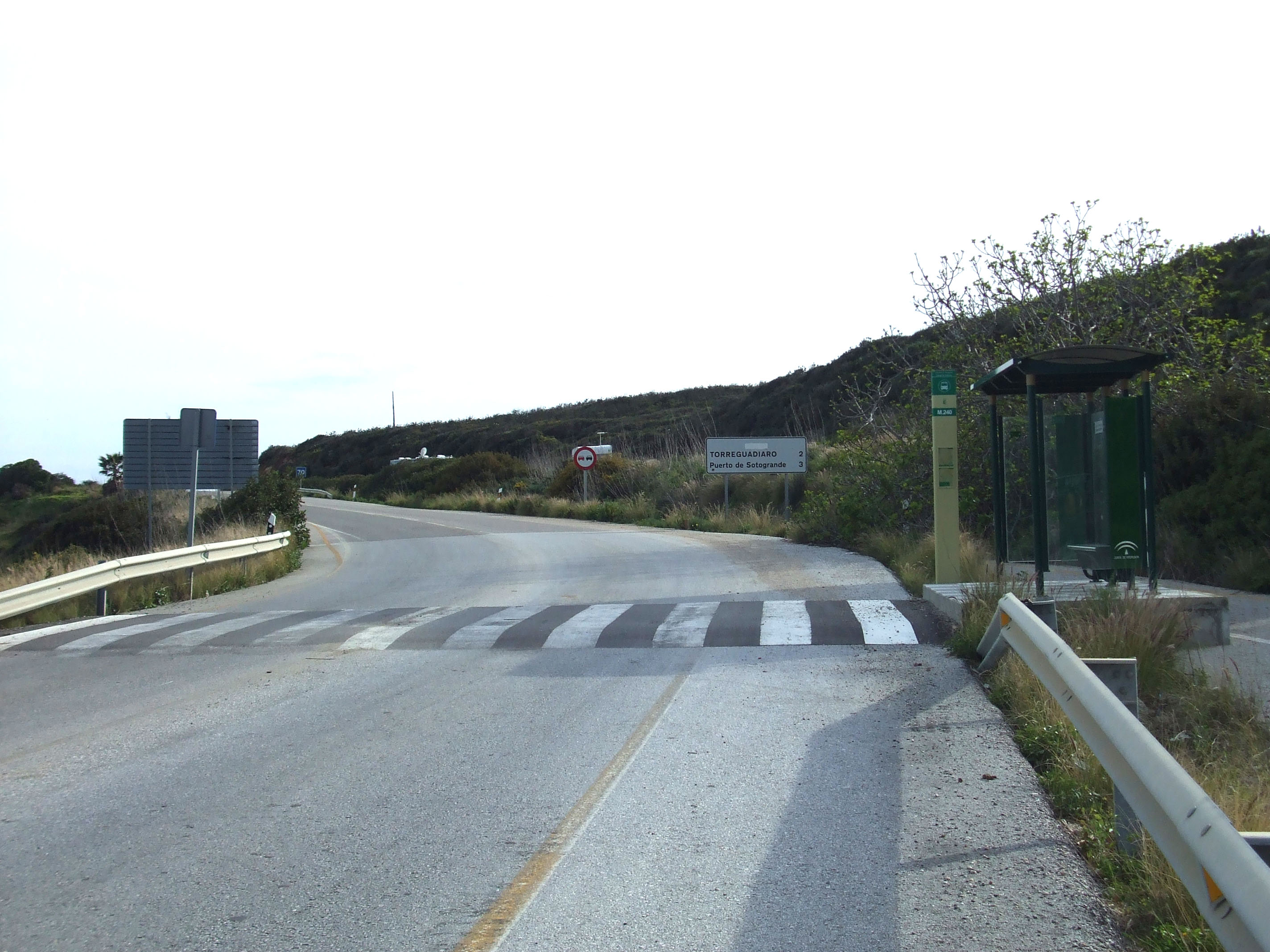
Parada de autobús en el acceso desde la N-340.